# Colobosauroides carvalhoi
Colobosauroides carvalhoi là một loài thằn lằn trong họ Gymnophthalmidae. Loài này được Soares & Caramaschi miêu tả khoa học đầu tiên năm 1998.